# 铁路东村街道
铁路东村街道，是中华人民共和国甘肃省兰州市城关区下辖的一个乡镇级行政单位。

## 行政区划
铁路东村街道下辖以下地区：
铁路东村社区、和政东街社区、铁路新村社区和何家庄社区。